# Coppa d'Azerbaigian (calcio a 5)
La Coppa d'Azerbaigian (Azərbaycan milli kuboku in azero) è una competizione calcettistica riservata a squadre maschili affiliate alla Federazione calcistica dell'Azerbaigian, ente organizzatore della manifestazione. È il secondo torneo di calcio a 5 per importanza in Azerbaigian dopo la massima divisione del campionato nazionale.

## Storia
La pandemia di COVID-19 in Azerbaigian ha causato la sospensione dell'edizione 2019-2020 e la cancellazione dell'edizione successiva.

## Albo d'oro
- 1995:  Neftçi Baku (1)
- 1996:  Neftçi Baku (2)
- 1997:  Avtomobilçi (1)
- 1998:  Avtomobilçi (2)
- 1999:  Nabspor (1)
- 2000:  Azərneftyanacaq (1)
- 2001:  Azərneftyanacaq (2)
- 2002:  Gömrükçü (1)
- 2003:  Gömrükçü (2)
- 2004:  Turan Air (1)

- 2005:  Araz Naxçıvan (1)
- 2006:  Araz Naxçıvan (2)
- 2007:  Araz Naxçıvan (3)
- 2008:  Araz Naxçıvan (4)
- 2009:  Araz Naxçıvan (5)
- 2010:  Neftçi Baku (3)
- 2011:  EKOL Baku (1)
- 2012:  EKOL Baku (2)
- 2013:  Neftçi Baku (4)
- 2014:  Neftçi Baku (5)

- 2015:  Fənər (1)
- 2016:  EKOL Baku (3)
- 2017:  Neftçi Baku (6)
- 2018:  Marafon (1)
- 2019:  EKOL Baku (4)
- 2020: interrotta
- 2021: non disputata
- 2022:  Neftçi Baku (7)
- 2023:  Baku Fire (1)
- 2024:  Araz Naxçıvan (6)